# لی سونگ-جون
لی سونگ-جون (کره‌ای: 이승준؛ زادهٔ ۱۱ فوریه ۱۹۷۳) بازیگر اهل کره جنوبی است. لی سونگ-جون در تئاتر نیز فعال است و به خاطر نقش‌های مکملش در فیلم دریاسالار: امواج خروشان و درام عاشقانهٔ  کشف عشق شناخته می‌شود.
از فیلم‌ها یا مجموعه‌های تلویزیونی که وی در آن نقش داشته‌است می‌توان به جنگ کمان‌ها، ارابه، میسنگ: زندگی ناتمام، نسل خورشید، ثبت جوانی و ویرانگر در خدمتگزاری شما حاضر است اشاره کرد.

## فیلم‌شناسی

### فیلم
| سال  | عنوان                       | نقش                 | توضیحات            |
| ---- | --------------------------- | ------------------- | ------------------ |
| ۲۰۰۱ | فصل سقوط                    |                     | فیلم کوتاه         |
| ۲۰۰۲ | 정말 몰랐습니다             | بوم-سو              |                    |
| ۲۰۰۳ | بلو                         | کارگر چون‌هه‌جین      |                    |
| ۲۰۰۳ | اولین اصلاحیه کره           | مین-سوک             |                    |
| ۲۰۰۳ | اوه! برادران                | پیشخدمت متل         |                    |
| ۲۰۰۴ | باران یخ                    | 펍남 ۱              |                    |
| ۲۰۰۴ | بعضی                        | گروه جستجوی سایبری  |                    |
| ۲۰۰۸ | پل رود هان                  | کوانگ-شیک           | فیلم کوتاه         |
| ۲۰۰۸ | سرنوشت                      | شوهر جو هیو-سوک     |                    |
| ۲۰۰۹ | موبایل                      | کانگ میونگ-شیک      |                    |
| ۲۰۰۹ | کیس می، کیل می              | کارآگاه ۳           |                    |
| ۲۰۰۹ | من در مشکل هستم!            | سونگ-گیو            |                    |
| ۲۰۱۱ | ضربان قلب                   | دکتر مون            |                    |
| ۲۰۱۱ | جنگ کمان‌ها                  | وان-هان             |                    |
| ۲۰۱۲ | کتاب رستاخیز                | بابا                | بخش: «تولدت مبارک» |
| ۲۰۱۲ | دو عروسی و یک تشییع جنازه   | کیونگ-نام           |                    |
| ۲۰۱۳ | یک درس فلسفه اخلاق          | افسر تحقیقاتی       |                    |
| ۲۰۱۴ | نعمت الهی                   | شوهر سونگ-یون       |                    |
| ۲۰۱۴ | دیوانه بودن                 | افسر ارشد پزشکی     |                    |
| ۲۰۱۴ | دریاسالار: امواج خروشان     | کاپیتان آن          |                    |
| ۲۰۱۴ | افشاگر                      | پی‌دی پیگیری تولید ۱ |                    |
| ۲۰۱۴ | ارابه                       | رئیس بخش چوی        |                    |
| ۲۰۲۱ | ناپدید شدن                  |                     |                    |
| ۲۰۲۲ | رو به انقراض                | دکتر لی             | فیلم کره‌ای-فرانسوی |
| ۲۰۲۲ | قاتل: دختری که لایق مرگ است | لی یونگ-هو          | [ ۴ ]              |